# Francesco Pandolfini
Francesco Pandolfini (Termini Imerese, 22 novembre 1836 – Milano, 15 febbraio 1916) è stato un baritono italiano.

## Biografia
Studiò a Firenze con Giorgio Ronconi e debuttò a Pisa nell'opera Gemma di Vergy di Gaetano Donizetti, nel ruolo del Conte di Vergy. 
Si esibì a Genova, Torino e Roma e nel 1871 ebbe un ingaggio alla Scala dove interpretò Don Carlo in La forza del destino e nel 1872 fu Amonasro nella prima italiana di Aida. Nel 1874 fu Arnoldo nella prima de I Lituani, di Amilcare Ponchielli.
Nel 1877 al Covent Garden cantò nel Rigoletto, poi fu Antonio in Linda di Chamounix, Ford in Le allegre comari di Windsor e nel 1882 interpretò Nelusko (L'Africana) e nuovamente Amonasro. 
Sì esibì poi a Monte Carlo dove, nel 1884, interpretò Alfonso XI ne La favorita e Valentin nel Faust. Nel 1887 fu ingaggiato dal Teatro di San Carlo
Diede il suo addio alle scene interpretando Alfio nella Cavalleria rusticana a Roma nel 1890.